# Świlcza (gmina)
Świlcza [ˈɕfilt͡ʂa] est une commune rurale de la Voïvodie des Basses-Carpates et du Powiat de Rzeszów. Elle s'étend sur 119,23 km² et comptait 15 599 habitants en 2007.
Elle se situe à environ 8 kilomètres au nord-ouest de Rzeszów, la capitale régionale.